# NBA Sixth Man of the Year Award
De NBA Sixth Man of the Year Award is een jaarlijkse basketbalprijs van de NBA uitgereikt sinds het seizoen 1982/83 aan de beste speler die vanaf de bank komt. De winnaar wordt gekozen door een panel van sportjournalisten uit de Verenigde Staten en Canada. De winnaar krijgt sinds het seizoen 2022/23 de John Havlicek Trophy genoemd naar John Havlicek.

## Verloop stemming
Elk jurylid brengt een stem uit voor de selecties op de eerste, tweede en derde plaats. Elke stem op de eerste plaats is vijf punten waard, elke stem op de tweede plaats drie punten en elke stem op de derde plaats één punt. De speler met het hoogste puntentotaal, ongeacht het aantal eerste stemmen, wint de prijs. Om in aanmerking te komen voor de prijs moet een speler in meer wedstrijden van de bank komen dan dat hij start.

## Geschiedenis
Bobby Jones was de inaugurele winnaar van de award voor het NBA-seizoen 1982/83. Jamal Crawford en Lou Williams zijn de enige drievoudige winnaars van de award. Kevin McHale, Ricky Pierce en Detlef Schrempf wonnen de prijs twee keer. McHale, Toni Kukoč, Bobby Jones, Bill Walton en Manu Ginóbili zijn de enige Hall of Famers die de prijs hebben gewonnen; Walton is, samen met James Harden, de enige prijswinnaars die in hun carrière de NBA MVP hebben gewonnen. Manu Ginóbili is de enige prijswinnaar die in hetzelfde seizoen in een All-NBA team is opgenomen.
Manu Ginóbili, Detlef Schrempf, Leandro Barbosa, Toni Kukoč en Ben Gordon zijn de enige prijswinnaars die niet in de Verenigde Staten zijn geboren. Gordon was de eerste speler die de prijs won als rookie. Van de vijf in het buitenland geboren winnaars werden er drie volledig buiten de VS opgeleid, namelijk Ginóbili, Barbosa en Kukoč. Schrempf speelde twee jaar high school basketbal in Centralia, Washington voordat hij college basketbal ging spelen in Washington, en Gordon is opgegroeid in Mount Vernon, New York en ging college spelen in Connecticut. De winnaar van 2008-09, Jason Terry, had de meeste speeltijd van alle winnaars in hun bekroond seizoen; hij eindigde het jaar met een gemiddelde van 33,7 minuten gespeeld per wedstrijd bij de Dallas Mavericks.

## Erelijst
| Seizoen | Speler             | positie        | Nationaliteit    | Club                   |
| ------- | ------------------ | -------------- | ---------------- | ---------------------- |
| 1982/83 | Bobby Jones        | Power forward  | Verenigde Staten | Philadelphia 76ers     |
| 1983/84 | Kevin McHale       | Power forward  | Verenigde Staten | Boston Celtics         |
| 1984/85 | Kevin McHale       | Power forward  | Verenigde Staten | Boston Celtics         |
| 1985/86 | Bill Walton        | Center         | Verenigde Staten | Boston Celtics         |
| 1986/87 | Ricky Pierce       | Shooting guard | Verenigde Staten | Milwaukee Bucks        |
| 1987/88 | Roy Tarpley        | Power forward  | Verenigde Staten | Dallas Mavericks       |
| 1988/89 | Eddie Johnson      | Small forward  | Verenigde Staten | Phoenix Suns           |
| 1989/90 | Ricky Pierce       | Shooting guard | Verenigde Staten | Milwaukee Bucks        |
| 1990/91 | Detlef Schrempf    | Power forward  | Duitsland        | Indiana Pacers         |
| 1991/92 | Detlef Schrempf    | Power forward  | Duitsland        | Indiana Pacers         |
| 1992/93 | Clifford Robinson  | Power forward  | Verenigde Staten | Portland Trail Blazers |
| 1993/94 | Dell Curry         | Shooting guard | Verenigde Staten | Charlotte Hornets      |
| 1994/95 | Anthony Mason      | Power forward  | Verenigde Staten | New York Knicks        |
| 1995/96 | Toni Kukoč         | Small forward  | Kroatië          | Chicago Bulls          |
| 1996/97 | John Starks        | Shooting guard | Verenigde Staten | New York Knicks        |
| 1997/98 | Danny Manning      | Power forward  | Verenigde Staten | Phoenix Suns           |
| 1998/99 | Darrell Armstrong  | Point guard    | Verenigde Staten | Orlando Magic          |
| 1999/00 | Rodney Rogers      | Power forward  | Verenigde Staten | Phoenix Suns           |
| 2000/01 | Aaron McKie        | Shooting guard | Verenigde Staten | Philadelphia 76ers     |
| 2001/02 | Corliss Williamson | Small forward  | Verenigde Staten | Detroit Pistons        |
| 2002/03 | Bobby Jackson      | Point guard    | Verenigde Staten | Sacramento Kings       |
| 2003/04 | Antawn Jamison     | Small forward  | Verenigde Staten | Dallas Mavericks       |
| 2004/05 | Ben Gordon         | Shooting guard | Verenigde Staten | Chicago Bulls          |
| 2005/06 | Mike Miller        | Shooting guard | Verenigde Staten | Memphis Grizzlies      |
| 2006/07 | Leandro Barbosa    | Shooting guard | Brazilië         | Phoenix Suns           |
| 2007/08 | Manu Ginóbili      | Shooting guard | Verenigde Staten | San Antonio Spurs      |
| 2008/09 | Jason Terry        | Shooting guard | Verenigde Staten | Dallas Mavericks       |
| 2009/10 | Jamal Crawford     | Shooting guard | Verenigde Staten | Atlanta Hawks          |
| 2010/11 | Lamar Odom         | Power forward  | Verenigde Staten | Los Angeles Lakers     |
| 2011/12 | James Harden       | Shooting guard | Verenigde Staten | Oklahoma City Thunder  |
| 2012/13 | J. R. Smith        | Shooting guard | Verenigde Staten | New York Knicks        |
| 2013/14 | Jamal Crawford     | Shooting guard | Verenigde Staten | Los Angeles Clippers   |
| 2014/15 | Lou Williams       | Shooting guard | Verenigde Staten | Toronto Raptors        |
| 2015/16 | Jamal Crawford     | Shooting guard | Verenigde Staten | Los Angeles Clippers   |
| 2016/17 | Eric Gordon        | Shooting guard | Verenigde Staten | Houston Rockets        |
| 2017/18 | Lou Williams       | Shooting guard | Verenigde Staten | Los Angeles Clippers   |
| 2018/19 | Lou Williams       | Shooting guard | Verenigde Staten | Los Angeles Clippers   |
| 2019/20 | Montrezl Harrell   | Center         | Verenigde Staten | Los Angeles Clippers   |
| 2020/21 | Jordan Clarkson    | Shooting guard | Filipijnen       | Utah Jazz              |
| 2021/22 | Tyler Herro        | Shooting guard | Verenigde Staten | Miami Heat             |
| 2022/23 | Malcolm Brogdon    | Shooting guard | Verenigde Staten | Boston Celtics         |
| 2023/24 | Naz Reid           | Center         | Verenigde Staten | Minnesota Timberwolves |
| 2024/25 | Payton Pritchard   | Guard          | Verenigde Staten | Boston Celtics         |

## Meervoudige winnaars
| Aantal | Speler          | Club                                          | Jaren            |
| ------ | --------------- | --------------------------------------------- | ---------------- |
| 3      | Jamal Crawford  | Atlanta Hawks (1), Los Angeles Clippers (2)   | 2010, 2014, 2016 |
| 3      | Lou Williams    | Toronto Raptors (1), Los Angeles Clippers (2) | 2015, 2018, 2019 |
| 2      | Kevin McHale    | Boston Celtics (2)                            | 1984, 1985       |
| 2      | Ricky Pierce    | Milwaukee Bucks (2)                           | 1987, 1990       |
| 2      | Detlef Schrempf | Indiana Pacers (2)                            | 1991, 1992       |

## Winnaars per club
| Aantal | Ploeg                  | Jaar                         |
| ------ | ---------------------- | ---------------------------- |
| 5      | Los Angeles Clippers   | 2014, 2016, 2018, 2019, 2020 |
| 5      | Boston Celtics         | 1984, 1985, 1986, 2023, 2025 |
| 4      | Phoenix Suns           | 1989, 1998, 2000, 2007       |
| 3      | Dallas Mavericks       | 1988, 2004, 2009             |
| 3      | New York Knicks        | 1995, 1997, 2013             |
| 2      | Milwaukee Bucks        | 1987, 1990                   |
| 2      | Indiana Pacers         | 1991, 1992                   |
| 2      | Philadelphia 76ers     | 1983, 2001                   |
| 2      | Chicago Bulls          | 1996, 2005                   |
| 1      | Portland Trail Blazers | 1993                         |
| 1      | Charlotte Hornets      | 1994                         |
| 1      | Orlando Magic          | 1999                         |
| 1      | Detroit Pistons        | 2002                         |
| 1      | Sacramento Kings       | 2003                         |
| 1      | Memphis Grizzlies      | 2006                         |
| 1      | San Antonio Spurs      | 2008                         |
| 1      | Atlanta Hawks          | 2010                         |
| 1      | Los Angeles Lakers     | 2011                         |
| 1      | Oklahoma City Thunder  | 2012                         |
| 1      | Toronto Raptors        | 2015                         |
| 1      | Houston Rockets        | 2017                         |
| 1      | Utah Jazz              | 2021                         |
| 1      | Miami Heat             | 2022                         |
| 1      | Minnesota Timberwolves | 2024                         |